# Elezioni generali in Namibia del 2004
Le elezioni generali in Namibia del 2004 si tennero il 15 e il 16 novembre per l'elezione della Presidenza e dei membri del Parlamento.

## Risultati

### Elezioni presidenziali
| Candidati           | Partiti                                           | Voti    | %     |
| ------------------- | ------------------------------------------------- | ------- | ----- |
| Hifikepunye Pohamba | Organizzazione Popolare dell'Africa del Sud-Ovest | 625 605 | 76,44 |
| Benjamin Ulenga     | Congresso dei Democratici                         | 59 547  | 7,28  |
| Katuutire Kaura     | Alleanza Democratica di Turnhalle                 | 41 905  | 5,12  |
| Kuaima Riruako      | Organizzazione Democratica di Unità Nazionale     | 34 651  | 4,23  |
| Justus Garoëb       | Fronte Democratico Unito                          | 31 354  | 3,83  |
| Henry Mudge         | Partito Repubblicano                              | 15 955  | 1,95  |
| Kosie Pretorius     | Gruppo d'Azione di Controllo                      | 9 378   | 1,15  |
| Totale              | Totale                                            | 818 395 | 100   |

### Elezioni parlamentari
| Liste                                                           | Voti    | %     | Seggi |
| --------------------------------------------------------------- | ------- | ----- | ----- |
| Organizzazione Popolare dell'Africa del Sud-Ovest (SWAPO)       | 620 609 | 75,83 | 55    |
| Congresso dei Democratici (COD)                                 | 59 464  | 7,27  | 5     |
| Alleanza Democratica di Turnhalle (DTA)                         | 42 070  | 5,14  | 4     |
| Organizzazione Democratica di Unità Nazionale (NUDO)            | 34 814  | 4,25  | 3     |
| Fronte Democratico Unito (UDF)                                  | 30 355  | 3,71  | 3     |
| Partito Repubblicano (RP)                                       | 16 187  | 1,98  | 1     |
| Gruppo d'Azione di Controllo (MAG)                              | 6 950   | 0,85  | 1     |
| Movimento Democratico della Namibia per il Cambiamento (NamDMC) | 4 380   | 0,54  | –     |
| Unione Nazionale dell'Africa del Sud-Ovest (SWANU)              | 3 610   | 0,44  | –     |
| Totale                                                          | 818 439 | 100   | 72    |